# Campeonato Esloveno de Futebol de 2019-20
O Campeonato Esloveno de Futebol de 2019-20, oficialmente em Língua eslovena e por questões de patrocínio "Telekom Slovenije Liga 19/20", (organizado pela Associação de Futebol da Eslovênia) foi a 29º edição do campeonato do futebol de Eslovênia. Os clubes jogavam em turno e returno - duas vezes. O campeão se classificava para a Liga dos Campeões da UEFA de 2020–21 e o vice e o terceiro se classificavam para a Liga Europa da UEFA de 2020–21. O último colocado era rebaixado para o Campeonato Esloveno de Futebol de 2020–21 - Segunda Divisão. O penúltimo jogava playoffs com o vice campeão do ascenso.[carece de fontes?] Devido à Pandemia de COVID-19 na Eslovénia o campeonato foi suspenso em 12 de março e continuado após 15 de junho.

## Participantes
| Equipe      | Cidade        | Região            | No ano anterior                                                         | Estádio                        | Capacidade | Títulos | Participações |
| ----------- | ------------- | ----------------- | ----------------------------------------------------------------------- | ------------------------------ | ---------- | --- | ------------- |
| Celje       | Celje         | Savinjska         | Quinto Lugar                                                            | Estádio Z'dežele               | 13.059     | 0 (não possui) | 29            |
| Maribor     | Maribor       | Podravska         | Campeão                                                                 | Estádio Ljudski vrt            | 12.435     | 13 (1996-97, 1997-98, 1998-99, 1999-2000, 2000-01, 2001-02, 2002-03, 2008-09, 2010-11, 2012-13, 2011-12, 2012-13, 2014-15, 2016-17, 2018-19) | 28            |
| Domžale     | Domžale       | Eslovénia Central | Terceiro Lugar                                                          | Parque Desportivo Domžale      | 3.212      | 2 (2006-07, 2007-08) | 21            |
| Rudar       | Velenje       | Savinjska         | Sétimo Lugar                                                            | Estádio Municipal Ob Jezeru    | 1.400      | 0 (não possui) | 25            |
| NK Olimpija | Liubliana     | Eslovénia Central | Vice Campeão                                                            | Parque Desportivo Stožice      | 16.038     | 2 (2015-16, 2017-18) | 11            |
| Aluminij    | Kidričevo     | Podravska         | Sexto Lugar                                                             | Parque Desportivo Aluminij     | 532        | 0 (não possui) | 5             |
| Triglav     | Kranj         | Alta Carníola     | Oitavo Lugar                                                            | Estádio Stanko Mlakar          | 2.060      | 0 (não possui) | 9             |
| NŠ Mura     | Murska Sobota | Pomurska          | Quarto Lugar                                                            | Estádio Municipal Fazanerija   | 3.782      | 0 (não possui) | 2             |
| Tabor       | Sežana        | Litoral-Kras      | Acesso pelo Campeonato Esloveno de Futebol de 2018-19 - Segunda Divisão | Estádio Rajko Štolfa           | 1.200      | 0 (não possui) | 2             |
| Bravo       | Liubliana     | Eslovénia Central | Acesso pelo Campeonato Esloveno de Futebol de 2018-19 - Segunda Divisão | Parque Desportivo de Liubliana | 2.308      | 0 (não possui) | 1             |

## Resultados
| Pos | Equipe       | Pts | J  | V  | E  | D  | GP | GC | SG  | Classificação ou descenso                                                              |
| --- | ------------ | --- | -- | -- | -- | -- | -- | -- | --- | -------------------------------------------------------------------------------------- |
| 1   | Celje (C)    | 69  | 36 | 19 | 12 | 5  | 74 | 36 | +38 | Classificado para a Liga dos Campeões da UEFA de 2020–21                               |
| 2   | Maribor      | 67  | 36 | 20 | 7  | 9  | 66 | 39 | +27 | Classificado para a Liga Europa da UEFA de 2020–21                                     |
| 3   | NK Olimpija  | 67  | 36 | 20 | 7  | 9  | 73 | 44 | +29 | Classificado para a Liga Europa da UEFA de 2020–21                                     |
| 4   | NŠ Mura      | 56  | 36 | 14 | 14 | 8  | 54 | 42 | +12 | Classificado para a Liga Europa da UEFA de 2020–21                                     |
| 5   | Aluminij     | 55  | 36 | 16 | 7  | 13 | 58 | 48 | +10 |                                                                                        |
| 6   | Bravo        | 49  | 36 | 13 | 10 | 13 | 50 | 53 | −3  |                                                                                        |
| 7   | Tabor Sežana | 46  | 36 | 13 | 7  | 16 | 45 | 51 | −6  |                                                                                        |
| 8   | Domžale      | 43  | 36 | 12 | 7  | 17 | 52 | 64 | −12 |                                                                                        |
| 9   | Triglav (R)  | 32  | 36 | 9  | 5  | 22 | 44 | 87 | −43 | Joga playoffs com clube do Campeonato Esloveno de Futebol de 2019–20 - Segunda Divisão |
| 10  | Rudar (R)    | 12  | 36 | 0  | 12 | 24 | 28 | 80 | −52 | Rebaixamento para o Campeonato Esloveno de Futebol de 2020-21 - Segunda Divisão        |

1. 1 2  diferença: Maribor +1, Olimpija −1
2. ↑  Mura se qualificou para a Liga Europa por vencer a Copa da Eslovénia 2018–19.

## Campeão
| Campeão Esloveno 2019-20          |
| --------------------------------- |
| Celje (Celje) (1º título) Campeão |